# П'ять тижнів на повітряній кулі
«П'ять ти́жнів на пові́тряній ку́лі» (фр. «Cinq semaines en ballon») — перший пригодницький роман французького письменника  Жуля Верна, виданий 1863 року. Описує експедицію трьох британських мандрівників на повітряній кулі над Африкою, в якій їм належить зіткнутися з чудесами й небезпеками материка, місцями досі недослідженого європейцями.

## Сюжет

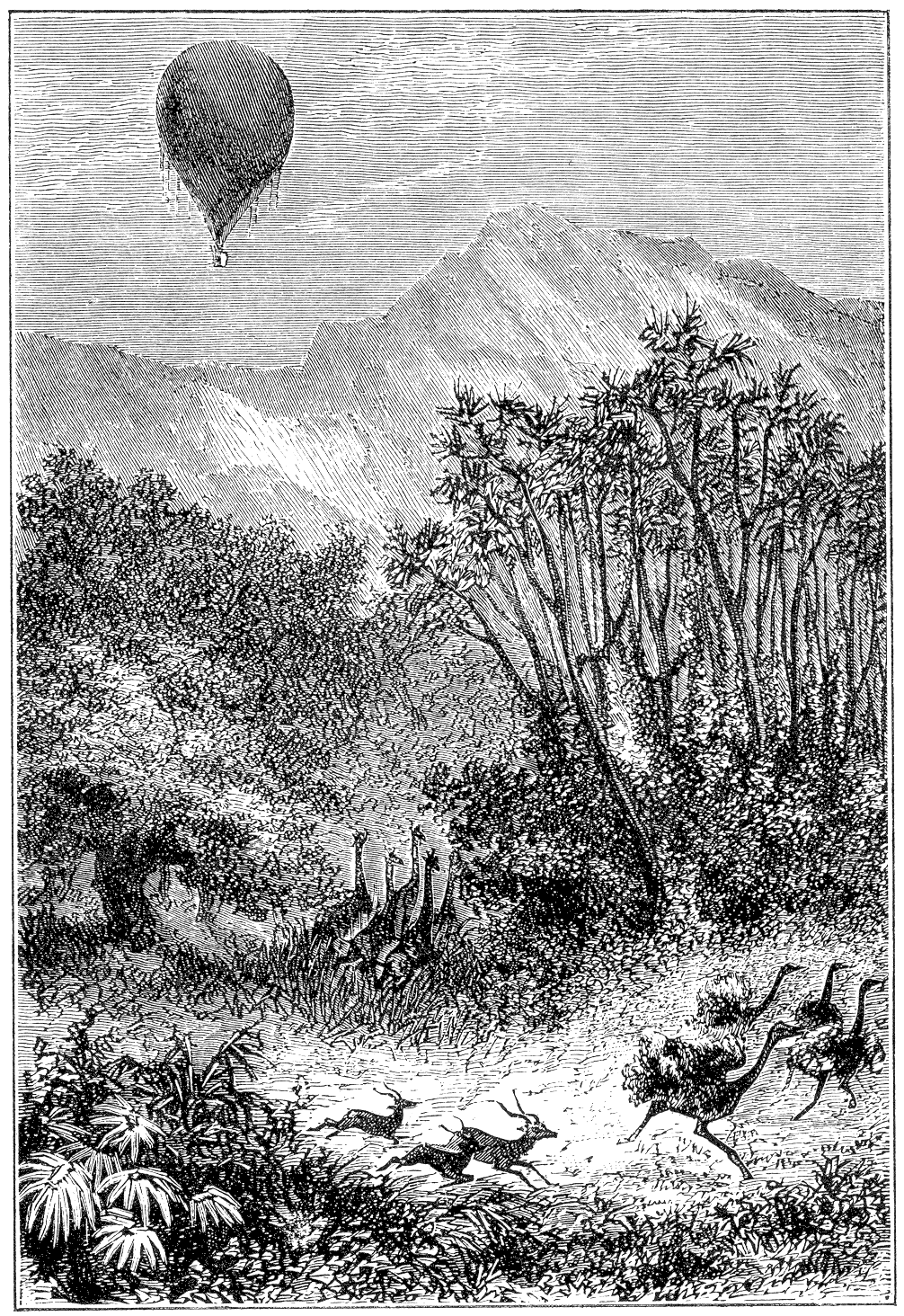
«Вікторія» в польоті над Африкою

Доктор Самуель Фергюсон, мандрівник і член Географічного товариства Лондона, збирається вирушити в повітряну подорож Африкою, щоб заповнити прогалини в географії материка. Фергюсон також хоче випробувати винайдений ним механізм для водневої повітряної кулі, завдяки якому не треба випускати газ або скидати баласт, як наслідок дальність польоту необмежена. Географічне товариство охоче приймає ідею подорожі, вона широко анонсується в пресі, та далеко не всі впевнені, що політ буде успішним.
Самуель вже має запланований маршрут, з яким вдасться доповнити відомості, отримані попередніми експедиціями. Автор описує влаштування повітряної кулі та чим воно обґрунтоване. Разом зі слугою Джо і другом Діком Кеннеді 1862 року Фергюсон вирушає на пароплаві «Рішучий» до Занзібара. Під час плавання він випробовує кулю та називає її «Вікторія» (лат. Victoria — «Перемога»).
Політ починається на східному узбережжі Занзібару та відбувається нормально. Скоро в Кеннеді починається гарячка, та завдяки чистому повітрю на висоті той видужує. «Вікторія» летить над хмарами, рівнинами та горами, дослідники бачать дивовижної краси краєвиди. Фергюсон пропонує спуститися на землю, щоб пополювати на антилоп. Повернувшись, вони бачать, що кулю обсіли мавпи та розлякують їх пострілами. Джо поповнює запаси води, невдовзі «Вікторія» покидає Занзібар швидше, ніж досі вдавалося будь-якому мандрівнику.
«Вікторія» пролітає над Казехом, Самуель побоюється, що в цьому неспокійному центрі торгівлі аеростату загрожують кулі або стріли. Місцеві жителі запрошують дослідників до свого монарха, щоб ті вилікували його. Поки Самуель дає хворому алкоголізмом правителю ліки, Джо оточують аборигени, думаючи, що повітряна куля — це Місяць, що спустився з неба. Коли на небі сходить справжній Місяць, вони обурюються і мандрівники поспіхом тікають.
Доктор роздумує про те, що в майбутньому Африка стане новим центром цивілізації внаслідок переселень народів Європи, де з часом вичерпаються ресурси. Починається гроза, загрожуючи вразити кулю блискавками, та «Вікторія» пролітає її неушкодженою.
З кулі скидають якір, він зачіпляється за скелю, але це виявляється спина слона. «Вікторія» опиняється «на буксирі» в тварини. Слон тягне кулю в іншому напрямі, тож його доводиться застрелити. Експедиція досягає річки Ніл, де, спустившись, знаходить напис, залишений мандрівником Андреа Дебоно. Самуель, Джо й Дік опиняються над місцевістю, населеною войовничими племенами та втручаються до війни між аборигенами, вбивши вождя нападників. Вони знаходять француза, якого дикуни збиралися принести в жертву. Той виявляється місіонером, Фергюсон скидає непотрібні речі, щоб взяти його на борт, та місіонер помирає. Ховаючи його тіло, мандрівники виявляють родовище золота, самородки якого беруть з собою. Джо бере забагато золота, тому «Вікторія» не може злетіти, йому доводиться викинути надмірне, щоб політ продовжився.
Запаси води вичерпуються, тому учасники експедиції домовляються літати лише вдень аби не пропустити озера чи річки. Джо вирішує зійти на землю та пошукати допомоги. Насувається буря, золото викидають за борт, вітер підхоплює «Вікторію» та несе далі. Всі троє врешті знаходять у пустелі воду та набирають її, відбивши напад левів.
Шлях пролягає над річкою Бенуе, де аборигени намагаються підпалити кулю, запустивши голубів, що несуть полум'я. Пустеля закінчується, мандрівники як раніше сходять на землю пополювати та поповнити запаси провізії. «Вікторію» атакують кондори (насправді вони не водяться в Африці). Аби відірватися від них, доводиться злити запас води, повітряну кулю через це вітер відносить до озера Чад. Зійшовши на землю, Джо опиняється в оточенні дикунів і грузне в болоті, тим часом «Вікторія» відлітає геть. Джо знаходять арабські вершники, це помічають Самуель з Діком і рятують товариша.
Мандрівники обговорюють скільки їхніх попередників загинуло в цих краях, біля річки Нігер. «Вікторія» біль-менш мирно летить згідно з укладеним маршрутом, та попереду височіють гори. Щоб перелетіти їх доводиться відмовитися від численного спорядження. Місцеве плем'я переслідує кулю і вона здувається. Самуель здогадується набрати сухої трави, підпалити її та наповнити кулю гарячим повітрям, щоб злетіти знову. Самель, Джо й Дік зустрічають біля Сенегалу французьких солдатів, з якими опиняються в безпеці. Та «Вікторію» вітер заносить у водоспад, де вона і зникає.
Учасники експедиції з почестями повертаються додому. Всі троє отримують від Географічного товариства медалі та славу на всю Європу.

## Подорож над Африкою

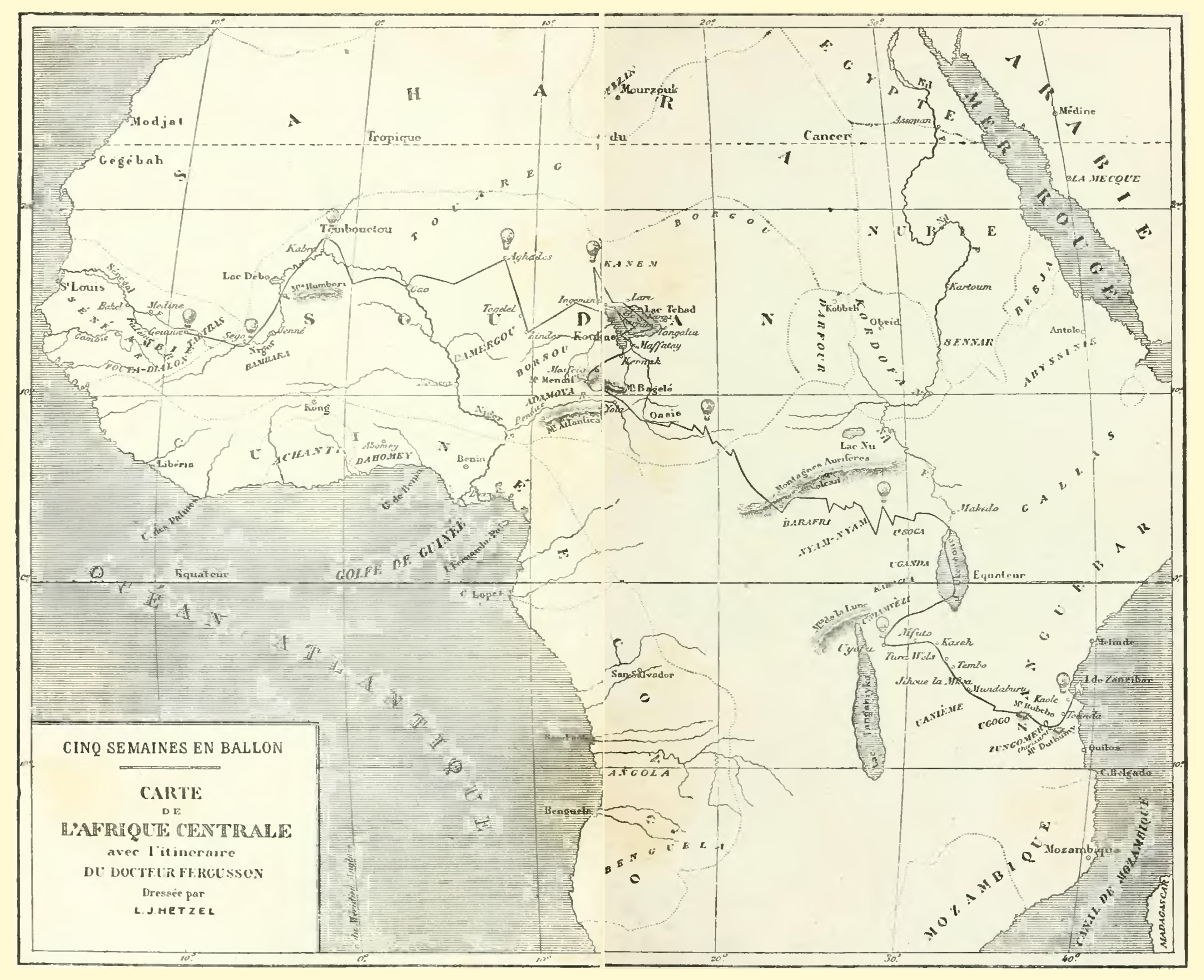
Схема подорожі

Жуль Верн описав у романі численні реальні місця, а саме: східне узбережжя Занзібару (володіння імама Маската), гору Рубехо (Східна гірська дуга), озеро Танганьїка, озеро Вікторія, річку Білий Ніл, пустелю Сахара, царство Адамауа і річку Бенуе, річку Шарі й озеро Чад, місто Ґао і річку Нігер, місто Томбукту, річку Сенегал і місто Сен-Луї.

## Екранізації
- «Політ загубленої повітряної кулі» (англ. Flight of the Lost Balloon, 1961, США)
- «П'ять тижнів на повітряній кулі» (англ. Five Weeks in a Balloon, 1962, США)
- «Фантастична подорож на повітряній кулі» (ісп. Viaje Fantástico en Globo, 1975, Мексика)